# Бібліографічні журнали
Бібліографі́чні журна́ли — періодичні видання, що висвітлюють питання історії, теорії і практики бібліографії, ведуть реєстрацію поточної друкованої продукції, рецензують, реферують або рекомендують літературу, подають видавничо-торговельну інформацію про неї.
В СРСР видаються Б. ж. всіх цих типів. В Україні широка мережа Б. ж. виникла лише після 1917. Почали виходити критико-бібліографічні журнали «Книгар» (1917–1920), «Голос друку» (1921), «Книга» (1923–1924), «Нова книга» (1924–1925) та ін. Ці журнали відіграли свою позитивну роль у становленні укр. соціалістичної культури. Проте при висвітленні ряду питань в окремих журналах допускалися прояви бурж. об'єктивізму і відрив від практики культурного будівництва в СРСР.
Тепер в республіці існує розвинута система реєстраційно-інформаційних видань Книжкової палати УРСР, які забезпечують систематичність і повноту державної реєстрації творів друку: 
- «Літопис книг» (з 1924),
- «Літопис журнальних статей» (з 1936),
- «Літопис газетних статей» (з 1937),
- «Літопис рецензій» (з 1935),
- «Літопис образотворчого мистецтва» (1937—38, з 1952),
- «Літопис музичної літератури» (з 1954),
- «Українська РСР у виданнях республік Радянського Союзу» (з 1956),
- бюлетень «Нові книги» (з 1958).

Статті з теорії і практики бібліографії містили також журнали:
- «Бібліологічні вісті» (1923–1930),
- «Журнал бібліотекознавства та бібліографії», (1927–1930),
- «Радянська бібліотека» (1931–1938),
- «Соціалістична культура» (з 1936) та ін.
- "Вісник Книжкової палати" (з 1996)

Галузеву бібліографію ведуть усі наукові, громадсько-політичні, літературні та ін. журнали.